# Joseph Maria Punt
 (octobre 2016).
Si vous disposez d'ouvrages ou d'articles de référence ou si vous connaissez des sites web de qualité traitant du thème abordé ici, merci de compléter l'article en donnant les références utiles à sa vérifiabilité et en les liant à la section « Notes et références ».
Pour les articles homonymes, voir Punt.
Pour un article plus général, voir Liste des évêques de Haarlem-Amsterdam.
Joseph Maria Punt (Jos Punt), né le 10 janvier 1946 à Alkmaar est un prélat néerlandais, évêque de Haarlem-Amsterdam de 2001 à 2020.

## Biographie
Joseph Punt étudie l'économie pendant sa jeunesse. Il est attiré par la gnose et l'ésotérisme, ce qui l'éloigne de la religion catholique héritée de ses parents, mais il finit par se convertir à la lecture de la Bible. 
Docteur en économie de l'université d'Amsterdam en 1973, il entre ensuite au séminaire de Rolduc. Il est ordonné prêtre le 9 juin 1979 à la cathédrale Saint-Christophe de Ruremonde.
Jos Punt s'installe ensuite deux ans à Augsbourg pour étudier la doctrine sociale de l'Église. Il est nommé docteur en théologie cum laude de l'université d'Augsbourg en 1984. 
Il est nommé évêque titulaire de Nasai (de), évêque auxiliaire de Harleem et administrateur apostolique de l'ordinariat militaire des Pays-Bas (nl) le 1er avril 1995 par Jean-Paul II sur proposition du cardinal Simonis. Il est consacré le 1er juillet suivant par Henricus Bomers (nl) avec comme co-consécrateurs Adrianus Johannes Simonis et Frans Wiertz. Henricus Bomers (nl), évêque de Harleem, meurt soudainement d'une crise cardiaque le 12 septembre 1998 ce qui amène Joseph Punt à devenir administrateur apostolique du diocèse. Rome met trois ans à nommer Joseph Punt à la tête du diocèse. Il est nommé évêque le 21 juillet 2001. Il se retire le 1er juin 2020, laissant le siège à son évêque coadjuteur Johannes Hendriks (en).
Joseph Punt est connu pour sa dévotion mariale fervente héritée de sa mère. Sa devise est Sub tuum præsidium, titre et première phrase d'une très ancienne prière mariale. 

## Succession apostolique
Joseph Maria Punt a ordonné les évêques suivants :
- Évêque Johannes Gerardus Maria van Burgsteden, S.S.S. (2000)
- Évêque Jan Hendriks (nl) (2011)